# Hori Akira
Hori Akira (堀晃; Hepburn: Akira Hori; Tacuno, Hjogo tartomány, 1944. június 21.–) japán sci-fi-szerző.

## Élete
Gimnazistaként kezdett bele az írásba. Mérnökként diplomázott az oszakai egyetemen, majd ezen a pályán is helyezkedett el egy textilgyárban.

## Munkássága
Novellái több díjat is nyertek Japánban. Munkásságát a hard sci-fi műfajba szokták sorolni, vagyis szigorúan tudományos alapokon nyugvó történeteket ír. 
Magyar nyelven csak kevés munkája jelent meg.

### Díjak, nevezések
- 1980 Nihon SF Taisho Award:  Taijo-fu Koten
- 1988 Seiun Award: Babylonian Wave